# Pietrosu, Fălești
Pietrosu este satul de reședință al comunei cu același nume  din raionul Fălești, Republica Moldova. Este așezat la 25 km în partea de sud-est a orașului Fălești și la 18 km de stația de cale ferată Cornești. La nord se învecinează cu satul Tăura Veche, la nord-est cu Măgura Nouă, la est cu Măgura, la vest cu Bocani.

## Istorie
Este atestat documentar în 1605. Relieful localității reprezintă o câmpie deluroasă, fragmentată de râpi și văi. Pe teritoriul comunei se află dealul Măgura cu înălțimea maximă 388,8 m. Relieful suferă din cauza surpărilor și alunecărilor de teren. Ce le mai puternice alunecări au avut loc în 1940 și 1973, în urma cărora au fost distruse 40% din gospodării. Pe teritoriu se află o carieră de piatră. Flora e reprezentată prin vegetație de stepă. în pădure se întâlnesc copaci cu lemn tare și moale, arbuști, precum și diferite plante rare, păsări și animale sălbatice, înscrise în „Cartea Roșie”. Legenda satului vorbește, precum că moșiile satului îi aparțineau boierului Leurdache. în par tea de sud platoul este acoperit de pădure până la movilă. însă boierul a vândut moșia boierului Enache, care a dat dispoziția să fie tăiată pădurea de pe terenul drept, pentru a fi folosit ca pășune. Stâna de oi a fost făcută lângă izvoare, sub pădure. Ciobanii au venit cu soțiile lor și și-au durat șuri de trai. Așa cu încetul numărul lor s-a mărit și a luat naștere sătucul Petrosu, numit după locul pietros de sub pădure. Cu timpul boierul Enache și-a vândut o parte din moșie doctorului Hîncu din Bălți. Dânsul și-a construit o vilă pentru odihnă la aer curat de pădure. Boierul, fiind gospodar din viță, a sădit o livadă cu diferite soiuri de meri, peri, coarne, măsline și o vie cu soiuri europene. în anii re formei moșia a fost împărțită la țărani, iar clădirea vilei a rămas ca școală pentru copii. Satul Petrosu a suferit mult în urma războiului din 1941 -45, mai ales în timpul operației lași-Chișinău. în acest timp oamenii au fost evacuați în satul Țigăi. Anii 1946-47 au fost secetoși. Oamenii o duceau foarte greu. Numai în 1947 au mu rit 108 persoane.
Pe meleagurile acestea școala primară a fost deschisă în satul Măgura Veche unde învățau copiii din satele vecine. în 1939 oamenii din sat au cumpărat de la boierul Hâncu curtea boierească pentru școală, unde primii învățători au fost Nițu cu soția. în 1940 a lucrat în calitate de profesor Vatavu Gheorghe.
Cu mult înainte de fondarea satului actual, aici a existat o așezare umană în perioada romană fiind populată până la năvălirea hunilor în anul 376, când satul a fost devastat și incendiat, pe locul ei fiind atestate urme de case din nuiele unse cu lut, grămezi de lut ars, diferite obiecte, mai ales vase de lut datând din epoca romană (sec. II-IV).
Satul este așezat într-o regiune de deal, în apropierea dealului Movilei Măgura, sat ce făcu parte pe timpuri din volostea Cornești.
Țăranii posedau 800 de desentine de pământ împroprietărite.
La sfârșitul sec. XIX începutul sec. XX proprietarul – moștenitor Leopard poseda în sat și la Bocana 876 desentine de pământ.
În anul 1870 aici s-au constatat 61 de case de locuit cu 527 de suflete, iar în 1875 – 66 de case și 336 de suflete.
Țăranii de la Petroasa se proslăveau pe timpuri în țesutul cu iscusința a covoarelor.
În anul 1900 numărul caselor de locuit au ajuns până la 87 cu 490 de locuitori.
La 1 septembrie 1620 – 1621 31 august 7129 Alexandru Ilieș Vodă întărește satului lui Ionașco Gheorghe Logofăt.